# Parafia św. Jana Kantego w Cleveland
Parafia św. Jana Kantego w Cleveland (ang. St. John Cantius Parish) – parafia rzymskokatolicka położona w Cleveland w stanie Ohio w Stanach Zjednoczonych.
Jest ona wieloetniczną parafią w diecezji Cleveland, z mszą św. w j. polskim dla polskich imigrantów.
Ustanowiona 1898 roku, pod wezwaniem św. Jana Kantego.